# Puchar Polski w futsalu (2015/2016)
Puchar Polski w futsalu 2015/2016 – 22. edycja rozgrywek mających na celu wyłonienie zdobywcy Pucharu Polski. Przed sezonem z rozgrywek wycofał się obrońca tytułu – Wisła Krakbet Kraków. Puchar Polski po raz pierwszy zdobyła drużyna Red Devils Chojnice.

## 1/32 finału
| Drużyna 1              | Wynik           | Drużyna 2                 |
| ---------------------- | --------------- | ------------------------- |
| 11 grudnia 2015        |                 |                           |
| MOSiT Chełmża          | 1:7             | Auto Wicherek Oborniki    |
| 12 grudnia 2015        |                 |                           |
| Sztorm Futsal Szczecin | 8:5             | Politechnika Gdańsk       |
| Łęczycanie Łęczyca     | 9:2             | Słoneczny Stok Białystok  |
| Genticus II Białystok  | 4:5             | Helios Białystok          |
| Marex Chorzów          | 4:5             | Cuprum Polkowice          |
| GAP AZS UEk Kraków     | 7:4             | Stal Mielec               |
| 13 grudnia 2015        |                 |                           |
| Góral Tryńcza          | 2:7             | Futsal Nowiny             |
| ETA Dąbrowa Górnicza   | 5:4             | AZS UMCS Lublin           |
| Nasz Dom Ruda Śląska   | 3:3 pd. (k.3:2) | Remedium Pyskowice        |
| KU AZS UZ Zielona Góra | 7:5             | Berland OSiR Komprachcice |
| Constract Lubawa       | 8:2             | Malwee Łódź               |
| Unisław Team Unisław   | 2:7             | FC Bydgoszcz              |
| Wodomex Bojano         | 5:6 pd.         | Mieszko Gniezno           |
| Elegant Orlik Mosina   | 3:5             | AZS UG Gdańsk             |
| 19 grudnia 2015        |                 |                           |
| Zawbud Iława           | 2:4             | AZS UW Warszawa           |

## 1/16 finału
| Drużyna 1                  | Wynik             | Drużyna 2                      |
| -------------------------- | ----------------- | ------------------------------ |
| 8 stycznia 2016            |                   |                                |
| AZS UG Gdańsk              | 4:5               | Pogoń 04 Szczecin              |
| 9 stycznia 2016            |                   |                                |
| Auto Wicherek Oborniki     | 1:1 pd. (k.4:5)   | Red Dragons Pniewy             |
| AZS UW Warszawa            | 2:4               | FC Toruń                       |
| AZS AWF Warszawa           | 4:13              | GAF Gliwice                    |
| Helios Białystok           | 3:2 pd.           | Constract Lubawa               |
| GAP AZS UEk Kraków         | 2:9               | Rekord Bielsko-Biała           |
| Futsal Nowiny              | 4:5               | AZS UŚ Katowice                |
| MKF Solne Miasto Wieliczka | 5:4               | ETA Dąbrowa Górnicza           |
| 10 stycznia 2016           |                   |                                |
| Heiro Rzeszów              | 2:2 pd. (k.11:12) | Gwiazda Ruda Śląska            |
| KU AZS UZ Zielona Góra     | 3:5               | KGHM Euromaster Chrobry Głogów |
| GKS Futsal Tychy           | 3:2 pd.           | Nbit Gliwice                   |
| Orzeł Jelcz-Laskowice      | 3:5               | Clearex Chorzów                |
| Łęczycanie Łęczyca         | 3:8               | Gatta Zduńska Wola             |
| Mieszko Gniezno            | 2:4               | FC Bydgoszcz                   |
| Sztorm Futsal Szczecin     | 4:10              | Red Devils Chojnice            |

## 1/8 finału
| Drużyna 1                  | Wynik    | Drużyna 2                      |
| -------------------------- | -------- | ------------------------------ |
| 24 stycznia 2016           |          |                                |
| Helios Białystok           | 2:7      | GAF Gliwice                    |
| 2 lutego 2016              |          |                                |
| MKF Solne Miasto Wieliczka | 6:4 pd.  | AZS UŚ Katowice                |
| 3 lutego 2016              |          |                                |
| Red Dragons Pniewy         | 3:5      | Red Devils Chojnice            |
| FC Bydgoszcz               | 7:3      | Pogoń 04 Szczecin              |
| GKS Futsal Tychy           | 1:3      | Clearex Chorzów                |
| Nasz Dom Ruda Śląska       | 2:7      | KGHM Euromaster Chrobry Głogów |
| 10 lutego 2016             |          |                                |
| Gwiazda Ruda Śląska        | 0:5 (wo) | Rekord Bielsko-Biała           |

## 1/4 finału
| Drużyna 1                            | Wynik dwumeczu | Drużyna 2                      | Pierwszy mecz | Drugi mecz |
| ------------------------------------ | -------------- | ------------------------------ | ------------- | ---------- |
| Red Devils Chojnice                  | 16:5           | FC Bydgoszcz                   | 12:2          | 4:3        |
| GAF Gliwice                          | 8:10           | Gatta Zduńska Wola             | 3:1           | 5:9        |
| Clearex Chorzów                      | 5:5            | KGHM Euromaster Chrobry Głogów | 2:2           | 3:3        |
| Rekord Bielsko-Biała                 | 7:2            | MKF Solne Miasto Wieliczka     | 6:1           | 1:1        |
| Po lewej gospodarz pierwszego meczu. |                |                                |               |            |

### Pierwsze mecze
| 2 marca 2016 | Red Devils Chojnice | 12:2  | FC Bydgoszcz          |  |
|              | Sebastian Wojciechowski 3', 13', 39' · Marco Aurélio 7' · Wadym Iwanow 7' · Tomasz Kriezel 10', 29' · Przemysław Laskowski 21', 27' · Mateusz Frymark 32', 37' · Patryk Kubiszewski 38' | (5:0) | 30', 40' Marcin Wanat |  |

| 24 lutego 2016 | GAF Gliwice                                                      | 3:1   | Gatta Zduńska Wola |  |
|                | Konrad Podobiński 5' · Maciej Mizgajski 24' · Tomasz Lutecki 39' | (1:1) | 13' Igor Sobalczyk |  |

| 2 marca 2016 | Clearex Chorzów                                | 2:2   | KGHM Euromaster Chrobry Głogów                 |  |
|              | Mariusz Seget 7' · Adrian Niedźwiedzki 22' (s) | (1:1) | 29' Piotr Pietruszko · 38' Daniel Lebiedziński |  |

| 2 marca 2016 | Rekord Bielsko-Biała                                                                          | 6:1   | MKF Solne Miasto Wieliczka |  |
|              | Douglas 9' · Roman Wachuła 10' · Kamil Kmiecik 22' · Łukasz Biel 24', 38' · Radek Polášek 37' | (2:1) | 16' Kamil Jeleń            |  |

### Rewanże
| 23 marca 2016 | FC Bydgoszcz                                  | 3:4   | Red Devils Chojnice                                                   |  |
|               | Marcin Wanat 35', 38' · Dariusz Dąbrowski 36' | (0:2) | 11', 22' Piotr Wardowski · 16' Witalij Kołesnyk · 26' Mateusz Frymark |  |

| 9 marca 2016 | Gatta Zduńska Wola                                                                                                  | 9:5   | GAF Gliwice                                                                               |  |
|              | Daniel Krawczyk 15', 18', 20', 29', 37' · Michał Marciniak 16', 22' · Marcin Stanisławski 28' · Adam Miłosiński 39' | (0:0) | 12', 25' Marcin Kiełpiński · 12' Michał Grecz · 29' Maksym Pautiak · 35' Maciej Mizgajski |  |

| 9 marca 2016 | KGHM Euromaster Chrobry Głogów                                       | 3:3   | Clearex Chorzów                                               |  |
|              | Daniel Lebiedziński 15' · Dariusz Pieczyński 29' · Kamil Kaczmar 32' | (1:2) | 2' Mariusz Seget · 17' Krzysztof Salisz · 35' Robert Gładczak |  |

| 9 marca 2016 | MKF Solne Miasto Wieliczka | 1:1   | Rekord Bielsko-Biała  |  |
|              | Arkadiusz Lekki 11'        | (4:2) | 13' (s) Tomasz Kwater |  |

## Final Four
|  |                            |                      |                      |                       |   |                     |                     |       |
|  | Półfinał                   | Półfinał             | Półfinał             |                       |   | Finał               | Finał               | Finał |
|  | Półfinał                   | Półfinał             | Półfinał             |                       |   | Finał               | Finał               | Finał |
|  | 30 kwietnia – Zduńska Wola |                      |                      |                       |   |                     |                     |       |
|  |                            |                      |                      |                       |   |                     |                     |       |
|  | Red Devils Chojnice        | Red Devils Chojnice  | 4 (3)                |                       |   |                     |                     |       |
|  | Red Devils Chojnice        | Red Devils Chojnice  | 4 (3)                | 1 maja – Zduńska Wola |   |                     |                     |       |
|  | Clearex Chorzów            | Clearex Chorzów      | 4 (1)                |                       |   |                     |                     |       |
|  | Clearex Chorzów            | Clearex Chorzów      | 4 (1)                |                       |   | Red Devils Chojnice | Red Devils Chojnice | 3     |
|  | 30 kwietnia – Zduńska Wola |                      |                      |                       |   | Red Devils Chojnice | Red Devils Chojnice | 3     |
|  |                            |                      | Rekord Bielsko-Biała | Rekord Bielsko-Biała  | 1 |                     |                     |       |
|  | Gatta Zduńska Wola         | Gatta Zduńska Wola   | Rekord Bielsko-Biała | Rekord Bielsko-Biała  | 1 | 2                   |                     |       |
|  | Gatta Zduńska Wola         | Gatta Zduńska Wola   |                      |                       |   |                     |                     |       |
|  | Rekord Bielsko-Biała       | Rekord Bielsko-Biała | 7                    |                       |   |                     |                     |       |
|  | Rekord Bielsko-Biała       | Rekord Bielsko-Biała | 7                    |                       |   |                     |                     |       |

### Półfinały
| 30 kwietnia 2016 16:00 EEST                       | Red Devils Chojnice · Tomasz Kriezel 9' · Sebastian Wojciechowski 25', 32' · Łukasz Sobański 36' | 4:4 (dogr.) k. 3:1(1:1)          | Clearex Chorzów · 12', 39', 40' Robert Gładczak · 34' Mariusz Seget |  |
|                                                   |                                                                                                  |                                  |                                                                     |  |
|                                                   |                                                                                                  | Rzuty karne                      |                                                                     |  |
| Witalij Kołesnyk · Michal Holý · Ołeksandr Bondar |                                                                                                  | Paweł Budniak · Krzysztof Salisz |                                                                     |  |

MVP: Sebastian Wojciechowski
| 30 kwietnia 2016 18:45 EEST | Gatta Zduńska Wola · Igor Sobalczyk 6' · Mariusz Milewski 29' | 2:7(1:1) | Rekord Bielsko-Biała · 13', 17' Kamil Kmiecik · 20', 25', 35', 35' Michał Marek · 37' Artur Popławski |  |
|                             |                                                               |          | |  |

MVP: Michał Marek

### Finał
| 1 maja 2014 15:00 CEST | Red Devils Chojnice · Ołeksandr Bondar 13' · Przemysław Laskowski 27' | 2:1(1:1)Raport | Rekord Bielsko-Biała · 9' Łukasz Biel | Sędzia: Damian Jaruchiewicz Tomasz Frąk Grzegorz Hamowski. |
|                        |                                                                       |                |                                       |                                                            |

MVP: Witalij Kołesnyk
| Red Devils Chojnice |    |                             |
|                     |    |                             |
|                     | 3  | Łukasz Sobański             |
|                     | 6  | Przemysław Laskowski        |
|                     | 10 | Michal Holý                 |
|                     | 14 | Patryk Laskowski            |
|                     | 15 | Witalij Kolesnik (C)        |
|                     | 18 | Piotr Wardowski             |
|                     | 20 | Ołeksandr Bondar            |
|                     | 23 | Tomasz Kriezel              |
|                     | 25 | Sebastian Wojciechowski     |
|                     | 27 | Patryk Kubiszewski          |
|                     | 57 | Mario Modrušan (GK)         |
|                     | 88 | Sebastian Kartuszyński (GK) |
| Trener:             |    |                             |
| Ołeh Zozula         |    |                             |

| Rekord Bielsko-Biała |    |                        |
|                      |    |                        |
|                      | 1  | Michał Kałuża (GK)     |
|                      | 7  | Piotr Szymura (C)      |
|                      | 8  | Kamil Kmiecik          |
|                      | 9  | Artur Popławski        |
|                      | 12 | Bartłomiej Nawrat (GK) |
|                      | 13 | Radek Polášek          |
|                      | 15 | Szymon Cichy           |
|                      | 18 | Michał Czernek         |
|                      | 19 | Igor Borowicz          |
|                      | 20 | Jan Janovský           |
|                      | 21 | Michał Marek           |
|                      | 24 | Roman Wachuła          |
|                      | 94 | Łukasz Biel            |
| Trener:              |    |                        |
| Andrzej Szłapa       |    |                        |

| Zdobywca Pucharu Polski 2015/2016 |
| --------------------------------- |
| Red Devils Chojnice 1. tytuł      |

## Nagrody indywidualne
- MVP Final Four Pucharu Polski: Tomasz Kriezel (Red Devils)
- Król strzelców Pucharu Polski:Sebastian Wojciechowski (Red Devils)
- Najlepszy bramkarz Final Four Pucharu Polski: Michał Kałuża (Rekord)